# Gheorghe Popovici (politik)
Gheorghe Popovici (12. listopadu 1863 Černovice – 26. července 1905 Mukačevo) byl rakouský právní historik a politik rumunské národnosti z Bukoviny, na konci 19. století poslanec Říšské rady.

## Biografie
Jeho otcem byl teolog Eusebius Popovici. Gheorghe vystudoval práva na Innsbrucké univerzitě, Vídeňské univerzitě a Černovické univerzitě. Roku 1894 získal titul doktora práv. Byl aktivní politicky. Patřil k Rumunské národní straně v Bukovině. Roku 1898 se stal poslancem Bukovinského zemského sněmu.
V 90. letech 19. století se zapojil i do celostátní politiky. Ve volbách do Říšské rady roku 1897 získal mandát za všeobecnou kurii, obvod 2. volební obvod: Rădăuți atd. Profesně byl k roku 1897 uváděn jako spisovatel v Černovicích.
Roku 1901 se stal profesorem dějin práva na Bukurešťské univerzitě. Od roku 1905 byl korespondentem rumunské akademie věd. Publikoval studie o právních dějinách selského stavu. Byl též spisovatelem. Tvořil ve stylu takzvaného bukovinského romantismu.
Zemřel v červenci 1905. Spáchal sebevraždu.